# HMS Orpheus (1860)
 (novembre 2023).
La mise en forme du texte ne suit pas les recommandations de Wikipédia : il faut le « wikifier ».
Les points d'amélioration suivants sont les cas les plus fréquents. Le détail des points à revoir est peut-être précisé sur la page de discussion.
- Les titres sont pré-formatés par le logiciel. Ils ne sont ni en capitales, ni en gras.
- Le texte ne doit pas être écrit en capitales (les noms de famille non plus), ni en gras, ni en italique, ni en « petit »…
- Le gras n'est utilisé que pour surligner le titre de l'article dans l'introduction, une seule fois.
- L'italique est rarement utilisé : mots en langue étrangère, titres d'œuvres, noms de bateaux, etc.
- Les citations ne sont pas en italique mais en corps de texte normal. Elles sont entourées par des guillemets français : « et ».
- Les listes à puces sont à éviter, des paragraphes rédigés étant largement préférés. Les tableaux sont à réserver à la présentation de données structurées (résultats, etc.).
- Les appels de note de bas de page (petits chiffres en exposant, introduits par l'outil «  Source ») sont à placer entre la fin de phrase et le point final[comme ça].
- Les liens internes (vers d'autres articles de Wikipédia) sont à choisir avec parcimonie. Créez des liens vers des articles approfondissant le sujet. Les termes génériques sans rapport avec le sujet sont à éviter, ainsi que les répétitions de liens vers un même terme.
- Les liens externes sont à placer uniquement dans une section « Liens externes », à la fin de l'article. Ces liens sont à choisir avec parcimonie suivant les règles définies. Si un lien sert de source à l'article, son insertion dans le texte est à faire par les notes de bas de page.
- La présentation des références doit suivre les conventions bibliographiques. Il est recommandé d'utiliser les modèles {{Ouvrage}}, {{Chapitre}}, {{Article}}, {{Lien web}} et/ou {{Bibliographie}}. Le mode d'édition visuel peut mettre en forme automatiquement les références.
- Insérer une infobox (cadre d'informations à droite) n'est pas obligatoire pour parachever la mise en page.

Pour une aide détaillée, merci de consulter Aide:Wikification.
Si vous pensez que ces points ont été résolus, vous pouvez retirer ce bandeau et améliorer la mise en forme d'un autre article.
Le HMS Orpheus était une corvette de la Royal Navy de classe Jason qui servait de vaisseau amiral à la Australian Squadron. «L'Orpheus » a coulé au large de la côte ouest d'Auckland, en Nouvelle-Zélande, le 7 février 1863 : 189 membres d'équipage sur les 259 effectifs du navire sont morts dans la catastrophe, ce qui en fait la pire tragédie qui se produira dans les eaux néo-zélandaises.

## Le navire
Le HMS Orpheus (du nom du héros grec Orphée) était une Corvette de classe Jason, un navire propulsé par vis construit au Chatham Dockyard dans le Kent, en Angleterre, en 1861. Il appartenait à la Royal Navy et mesurait 69 mètres de long avec un équipage de 259 personnes.
« Orpheus » était commandé par le capitaine Robert Heron Burton.
Elle a fait naufrage lors de la livraison de fournitures navales et de renforts de troupes à Auckland pour les Guerres de Nouvelle-Zélande.

## Contexte
Le premier voyage d'Orphée eut lieu en décembre 1861, arborant le fanion du commodore W Farquharson Burnett. Elle a navigué depuis Plymouth Sound, initialement pour un service de convoi au large du Canada, ce qui a retardé son voyage vers Sydney. Le 31 janvier 1863, Burnett partit en mission en Nouvelle-Zélande. La mission n'était pas de renforcer les navires britanniques participant déjà aux guerres néo-zélandaises, mais d'organiser le retrait de deux sloops de la Royal Navy : Miranda, stationné dans le port de Manukau, et le Harrier. Ils devaient se retrouver dans le port de Waitemata. "Orpheus" était en retard et Burnett décida de gagner du temps en traversant le port de Manukau plutôt que de suivre le parcours prévu consistant à contourner le Cap Nord et à descendre la côte Est de Cap Nord à Northland.

## L'épave
"Orpheus" a quitté Sydney, en Australie, le 31 janvier 1863. Son approche du port de Manukau le 7 février s'est déroulée près de la plage de Whatipu, à travers une série de bancs de sable dangereux. Le temps était clair et ensoleillé. Bien que les barres aient été cartographiées deux fois, en 1836 et 1856, un guide de pilotage révisé de 1861 était disponible et indiquait que la barre de sable du milieu s'était déplacée vers le nord et s'était considérablement agrandie entre-temps. Orphée transportait à la fois la carte obsolète et le guide mis à jour, et le maître de voile William Strong utilisait à l'origine les instructions mises à jour pour entrer dans le port, mais sa décision fut rejetée. par le commodore et le navire procéda selon la carte de 1856.
Alors que le navire s'approchait de la barre submergée, un signal de navigation provenant de Île Paratutae à proximité a été reçu lui ordonnant de tourner vers le nord pour éviter un échouement. Peu de temps après, Quartier-maître Frederick Butler (un déserteur condamné et l'un des deux seuls hommes à bord à être déjà entrés dans le port de Manukau) a alerté les officiers supérieurs de la mauvaise direction qu'ils prenaient. Bien qu'il ait finalement tenté de corriger sa trajectoire, quelques minutes plus tard, vers 13h30 de l'après-midi, « Orpheus » a heurté la barre dans une position approximative de 37° 04,1′ S, 174° 28,3′ E
.
La force des vagues fit bientôt pivoter « Orphée », exposant son côté port aux vagues. Des dégâts considérables ont été subis : les écoutilles se sont ouvertes, les fenêtres de la cabine ont été brisées et « Orphée » a commencé à prendre l'eau. L'équipage a tenté d'abandonner le navire, mais la puissance de la houle a rendu la fuite extrêmement difficile et de nombreux marins ont été emportés.

## LeWonga-Wonga
Pendant ce temps, le pilote et signaleur du port de Manukau en service était Edward Wing (fils du capitaine Thomas Wing, pilote et capitaine du port de Manukau qui a également créé la carte originale de 1836) qui, à cette époque, guidait le navire à vapeur Wonga Wonga hors du port. Lorsqu'il est devenu évident qu'Orpheus était en difficulté, Wonga Wonga s'est approché du navire échoué et a tenté de récupérer les survivants, dont beaucoup avaient grimpé dans le gréement alors que le pont était submergé. Vers 20h00, les mâts ont commencé à se briser, tuant la majeure partie de l'équipage resté à bord. « Wonga Wonga » est resté dans la zone pendant la nuit à la recherche de survivants, puis a enterré les morts qui ont pu être récupérés dans les dunes de sable sur le rivage. Un panneau d'information situé à Kakamatua Inlet sur les Waitākere Ranges, près de Titirangi à l'ouest d'Auckland, indique la zone approximative, maintenant fortement envahie par la végétation, où certaines des victimes ont été enterrées. Plus tard, les survivants que nous
retransféré de Wonga Wonga au HMS Avon et emmené à Onehunga,

## Conséquences
Trois enquêtes ont eu lieu après le naufrage, mais en raison du refus de la Royal Navy d'admettre la culpabilité d'un officier, une grande partie de la faute a été imputée à Edward Wing pour ne pas avoir guidé le navire dans le port et pour avoir omis d'entretenir la station de signalisation sur l'île de Paratutai. . Au total, 189 personnes sont mortes dans l'épave du HMS « Orpheus », dont le commodore Burnett et le capitaine Burton, ce qui en fait le taux de victimes le plus élevé jamais enregistré pour un naufrage dans les eaux néo-zélandaises.
Plus tard, les survivants (8 officiers et 62 hommes, dont Edward Lofley) ont été emmenés sur le HMS « Miranda » et divisés en trois groupes. Tous les officiers et 10 hommes ont été envoyés à Portsmouth pour comparaître devant une cour martiale (dans ce cas, il ne s'agissait pas d'un procès pénal, mais d'une enquête formelle) ; 25 marins ont été enrôlés sur le HMS « Harrier » ; et les 27 marins restants sont restés avec « Miranda ».
La plupart des marins qui se sont noyés étaient très jeunes, certains étant des garçons âgés de 12 à 18 ans qui « apprenaient encore les ficelles du métier » pour devenir des marins compétents. L'âge moyen de l'équipage (y compris les marines) n'était que de 25 ans.[citation nécessaire]
La cause de ce désastre est controversée, même après que l'Amirauté ait imputé la responsabilité à Edward Wing. Les Maoris locaux l'ont interprété différemment. Dans le Port de Manukau, à une certaine distance du lieu de la catastrophe, se trouve l'Île de Puketutu. À l'extrême ouest de l'île poussait un arbre puriri, l'arbre était considéré comme sacré et "tapu" pour le peuple Maori. La veille du naufrage d'Orpheus, un colon pakeha a abattu l'arbre et a utilisé le bois comme poteaux de clôture. Les Maoris ont donc associé la catastrophe à une violation du tapu.
Le L'île Orpheus au large des côtes du Queensland a été nommé d'après la corvette par le lieutenant G. E. Richards en 1887 en mémoire de la perte de vies humaines.